# Семеновка (Темниковський район)
Семе́новка (рос. Семёновка, ерз. Семеновка) — селище у складі Темниковського району Мордовії, Росія. Входить до складу Старогородського сільського поселення.
Населення — 13 осіб (2010; 8 у 2002).
Національний склад (станом на 2002 рік):
- мордва — 87 %